# Châteaudouble (Var)
Pour les articles homonymes, voir Châteaudouble.
Châteaudouble est une commune française située dans le département du Var en région Provence-Alpes-Côte d'Azur.

## Géographie

### Localisation
Châteaudouble est un village perché de la Dracénie,, situé à 15 km de Draguignan.

### Géologie et relief

#### Lieux-dits et hameaux
Véritable nid d'aigle, Châteaudouble domine l'entrée des gorges de la Nartuby.
Le hameau de Rebouillon a été dévasté par la crue de la Nartuby.

### Voies de communications et transports

#### Voies routières
Village accessible par la route départementale RD 51, depuis la D 54 entre Figanières et Montferrat, ou par la RD 49 à Ampus, la route départementale D 955 entre Draguignan et Châteaudouble s'étant effondrée à la suite de la crue du 15 juin 2010.
La sortie de l'autoroute A8 la plus proche est la  36 Le Muy.

#### Transports en commun
- Transport en Provence-Alpes-Côte d'Azur

#### Lignes SNCF
- La gare TGV la plus proche est celle des Arcs en Provence.

#### Transports aériens
- Les aéroports les plus proches sont ceux de Nice-Côte d'Azur et de Toulon-Hyères.

### Communes limitrophes
|       | Trigance      |            |
| Ampus | Châteaudouble | Montferrat |
|       | Draguignan    | Figanières |

### Sismicité
Il existe trois zones de sismicités dans le Var :
- Zone 0 : Risque négligeable. C'est le cas de bon nombre de communes du littoral varois, ainsi que d'une partie des communes du centre Var. Malgré tout, ces communes ne sont pas à l'abri d'un effet tsunami, lié à un séisme en mer ;
- Zone Ia : Risque très faible. Concerne essentiellement les communes comprises dans une bande allant de la montagne Sainte-Victoire, au massif de l'Esterel ;
- Zone Ib : Risque faible. Ce risque le plus élevé du département (qui n'est pas le plus haut de l'évaluation nationale) concerne 21 communes du nord du département.

La commune de Châteaudouble est en zone sismique de très faible risque « Ia ».

### Hydrographie et les eaux souterraines
Cours d'eau sur la commune ou à son aval :
- les gorges de Châteaudouble, profondes, très sinueuses et verdoyantes, sont creusées par la Nartuby, affluent de l'Argens[7],
- rivière l'Artuby,
- rivière la Nartuby d'Ampus,
- vallons de Bivosque, de Riou de Ville, des Blaconnes, de la Baume Garnier, de Rasclepoux, de la Font de Maurel, de la Tunis.

### Climat
Pour des articles plus généraux, voir Climat de Provence-Alpes-Côte d'Azur et Climat du Var.
En 2010, le climat de la commune est de type climat méditerranéen altéré, selon une étude du Centre national de la recherche scientifique s'appuyant sur une série de données couvrant la période 1971-2000. En 2020, Météo-France publie une typologie des climats de la France métropolitaine dans laquelle la commune est exposée à un climat méditerranéen et est dans la région climatique  Var, Alpes-Maritimes, caractérisée par une pluviométrie abondante en automne et en hiver (250 à 300 mm en automne), un très bon ensoleillement en été (fraction d’insolation > 75 %), un hiver doux (8 °C) et peu de brouillards. 
Pour la période 1971-2000, la température annuelle moyenne est de 12,8 °C, avec une amplitude thermique annuelle de 15,9 °C. Le cumul annuel moyen de précipitations est de 936 mm, avec 6,8 jours de précipitations en janvier et 2,9 jours en juillet. Pour la période 1991-2020, la température moyenne annuelle observée sur la station météorologique de Météo-France la plus proche, « Draguignan_sapc », sur la commune de Draguignan à 6 km à vol d'oiseau, est de 15,4 °C et le cumul annuel moyen de précipitations est de 865,0 mm. 
La température maximale relevée sur cette station est de 40,8 °C, atteinte le 27 juin 2019 ; la température minimale est de −8,8 °C, atteinte le 30 décembre 2005,,. 
Les paramètres climatiques de la commune ont été estimés pour le milieu du siècle (2041-2070) selon différents scénarios d'émission de gaz à effet de serre à partir des nouvelles projections climatiques de référence DRIAS-2020. Ils sont consultables sur un site dédié publié par Météo-France en novembre 2022.

## Toponymie
La forme la plus ancienne est castel duplo, attestée en 1038, dérivant de castrum duplum. Ce toponyme indique la présence de deux castrum en ce lieu. La commune se dénomme Castèudouble en provençal de norme mistralienne et Castèudoble en provençal classique.

## Histoire
À l'époque pré-romaine, deux oppidums également fortifiés commandaient la région.
Cité en 1027, Castellum diaboli, comme le « château du diable », parce que construit au sommet d’un site inaccessible.
Au XIIIe siècle, les templiers s'installent dans le village.
Un Rostagni (?-v.1341) était connu pour être seigneur de Châteaudouble (1324) et de La Garde-Freinet (1327). Il reçut donation de l'albergue de ces deux villages.
Au milieu du XVe siècle, le village a quitté l’emplacement primitif pour s’installer en appui sur les falaises autour de la nouvelle église dédiée à Notre Dame de l’Annonciation.
Nostradamus, médecin et astrologue né en 1503, évoque le village dans l’une de ces prophéties Châteaudouble, double château, la rivière sera ton tombeau, en évoquant la Nartuby responsable de l’usure des falaises qui protègent le village.
Objet volant non identifié : le cas du Bois des Prannes (rencontre rapprochée du 3e type dans le haut Var 1976),.
La maison de retraite, inaugurée en 2014, a été fermée en 2016 faute de résidents. La préfecture a retenu ce lieu pour ouvrir un centre d'accueil et d'orientation (CAO) pour demandeurs d'asile.

## Politique et administration
La commune fait partie de l'aire urbaine de Draguignan.

### Tendances politiques
| Période                                  | Période  | Identité        | Étiquette | Qualité                      |
| ---------------------------------------- | -------- | --------------- | --------- | ---------------------------- |
| Les données manquantes sont à compléter. |          |                 |           |                              |
| 1945                                     | 1953     | Gaston Artaud   | PCF       | Ebéniste                     |
| 1977                                     | 1983     | Gaston Artaud   | SE        | Ebéniste                     |
| mars 2001                                | En cours | Georges Rouvier | DVD       | Exploitant agricole retraité |

## Urbanisme

### Typologie
Au 1er janvier 2024, Châteaudouble est catégorisée commune rurale à habitat dispersé, selon la nouvelle grille communale de densité à sept niveaux définie par l'Insee en 2022.
Elle est située hors unité urbaine. Par ailleurs la commune fait partie de l'aire d'attraction de Draguignan, dont elle est une commune de la couronne,. Cette aire, qui regroupe 11 communes, est catégorisée dans les aires de 50 000 à moins de 200 000 habitants,.

### Occupation des sols
L'occupation des sols de la commune, telle qu'elle ressort de la base de données européenne d’occupation biophysique des sols Corine Land Cover (CLC), est marquée par l'importance des forêts et milieux semi-naturels (88 % en 2018), en diminution par rapport à 1990 (89,1 %). La répartition détaillée en 2018 est la suivante : 
forêts (54,7 %), milieux à végétation arbustive et/ou herbacée (29,4 %), zones agricoles hétérogènes (9 %), espaces ouverts, sans ou avec peu de végétation (3,9 %), mines, décharges et chantiers (1,2 %), zones industrielles ou commerciales et réseaux de communication (1,1 %), cultures permanentes (0,7 %). L'évolution de l’occupation des sols de la commune et de ses infrastructures peut être observée sur les différentes représentations cartographiques du territoire : la carte de Cassini (XVIIIe siècle), la carte d'état-major (1820-1866) et les cartes ou photos aériennes de l'IGN pour la période actuelle (1950 à aujourd'hui).

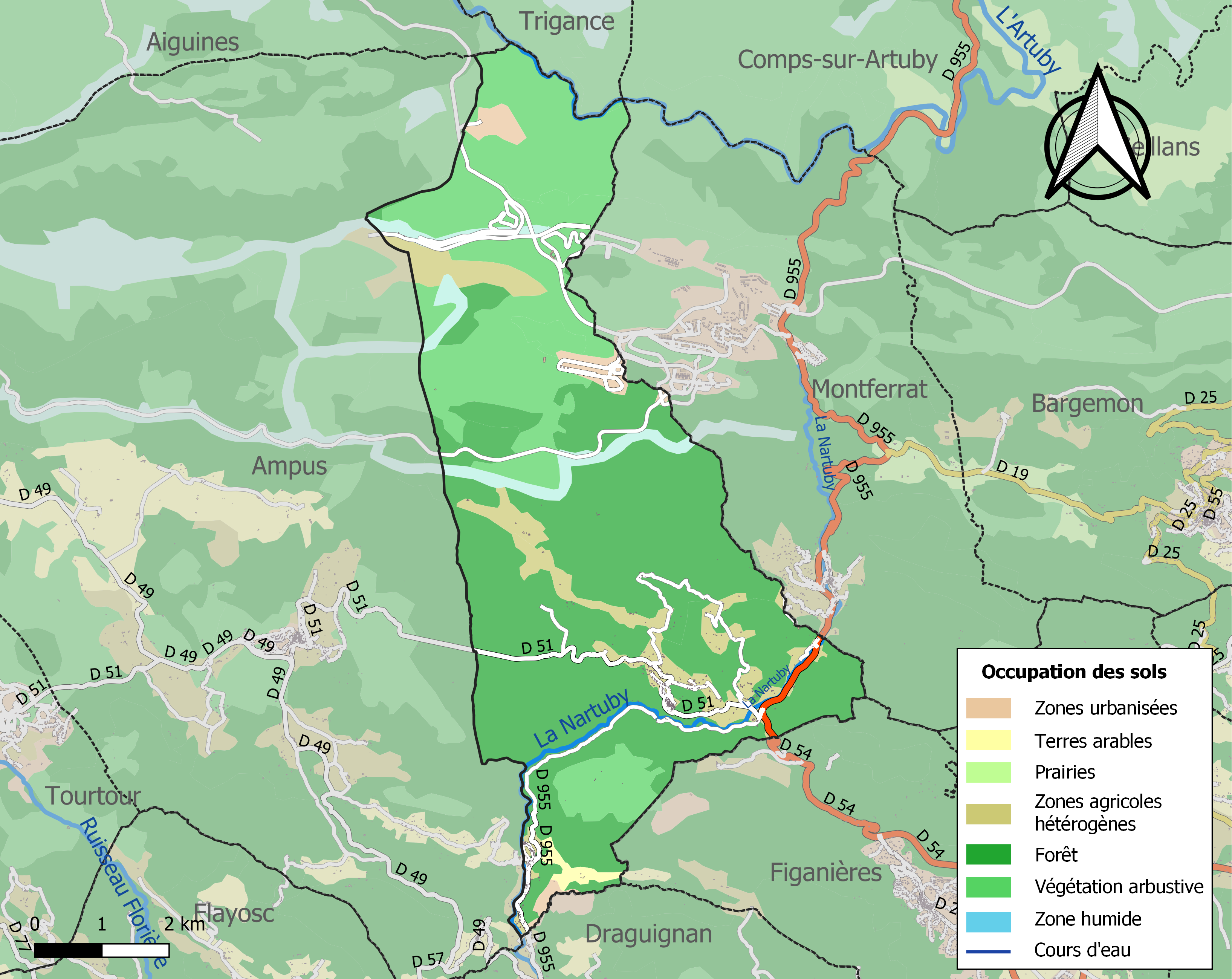
Carte des infrastructures et de l'occupation des sols de la commune en 2018 (CLC).

### Intercommunalité
Châteaudouble fait partie de la communauté de Dracénie Provence Verdon agglomération (ex-communauté d'agglomération Dracénoise) qui regroupe vingt-trois communes du département du Var, dont Draguignan de 110 014 habitants en 2017, créée le 31 octobre 2000. Les 23 communes composant la communauté d'agglomération en 2017 sont (par ordre alphabétique) :
- Communes fondatrices
  - Draguignan ; Châteaudouble ; Figanières ; La Motte ; Les Arcs ; Lorgues ; Taradeau ; Trans-en-Provence
- Communes ayant adhéré ultérieurement
  - Ampus ; Bargemon ; Bargème ; Callas ; Claviers ; Comps-sur-Artuby ;  Flayosc ; La Bastide ; La Roque-Esclapon ; Le Muy ; Montferrat ; Saint-Antonin-du-Var ; Salernes ; Sillans-la-Cascade ; Vidauban

### Budget et fiscalité
| Taxe                                                | Part communale | Part intercommunale | Part départementale | Part régionale |
| --------------------------------------------------- | -------------- | ------------------- | ------------------- | -------------- |
| Taxe d'habitation (TH)                              | 11,00 %        | 0,00 %              | 6,15 %              | 0,00 %         |
| Taxe foncière sur les propriétés bâties (TFPB)      | 13,25 %        | 0,00 %              | 7,43 %              | 2,36 %         |
| Taxe foncière sur les propriétés non bâties (TFPNB) | 98,00 %        | 0,00 %              | 23,44 %             | 8,85 %         |
| Taxe professionnelle (TP)                           | 19,87 %        | 0,00 %              | 8,55 %              | 3,84 %         |

La part régionale de la taxe d'habitation n'est pas applicable.
La taxe professionnelle est remplacée en 2010 par la cotisation foncière des entreprises (CFE) portant sur la valeur locative des biens immobiliers et par la contribution sur la valeur ajoutée des entreprises (CVAE) (les deux formant la contribution économique territoriale (CET) qui est un impôt local instauré par la loi de finances pour 2010).

### Budget et fiscalité 2020
En 2020, le budget de la commune était constitué ainsi :
- total des produits de fonctionnement : 566 000 €, soit 1 168 € par habitant ;
- total des charges de fonctionnement : 537 000 €, soit 1 106 € par habitant ;
- total des ressources d’investissement : 257 000 €, soit 530 € par habitant ;
- total des emplois d’investissement : 226 000 €, soit 467 € par habitant.
- endettement : 11 000 €, soit 23 € par habitant.

Avec les taux de fiscalité suivants :
- taxe d’habitation : 11,00 % ;
- taxe foncière sur les propriétés bâties : 13,25 % ;
- taxe foncière sur les propriétés non bâties : 98,00 % ;
- taxe additionnelle à la taxe foncière sur les propriétés non bâties : 0,00 % ;
- cotisation foncière des entreprises : 0,00 %.

Chiffres clés Revenus et pauvreté des ménages en 2018 : Médiane en 2018 du revenu disponible, par unité de consommation : 20 100 €.

## Population et société

### Démographie
L'évolution du nombre d'habitants est connue à travers les recensements de la population effectués dans la commune depuis 1793. Pour les communes de moins de 10 000 habitants, une enquête de recensement portant sur toute la population est réalisée tous les cinq ans, les populations de référence des années intermédiaires étant quant à elles estimées par interpolation ou extrapolation. Pour la commune, le premier recensement exhaustif entrant dans le cadre du nouveau dispositif a été réalisé en 2005.

En 2022, la commune comptait 476 habitants, en évolution de +1,49 % par rapport à 2016 (Var : +4,98 %, France hors Mayotte : +2,11 %).
| 1793 | 1800 | 1806 | 1821 | 1831  | 1836 | 1841 | 1846 | 1851 |
| ---- | ---- | ---- | ---- | ----- | ---- | ---- | ---- | ---- |
| 990  | 947  | 943  | 962  | 1 016 | 960  | 989  | 956  | 963  |

| 1856 | 1861 | 1866 | 1872 | 1876 | 1881 | 1886 | 1891 | 1896 |
| ---- | ---- | ---- | ---- | ---- | ---- | ---- | ---- | ---- |
| 907  | 938  | 870  | 826  | 839  | 888  | 710  | 695  | 668  |

| 1901 | 1906 | 1911 | 1921 | 1926 | 1931 | 1936 | 1946 | 1954 |
| ---- | ---- | ---- | ---- | ---- | ---- | ---- | ---- | ---- |
| 653  | 668  | 617  | 402  | 378  | 371  | 317  | 293  | 280  |

| 1962 | 1968 | 1975 | 1982 | 1990 | 1999 | 2005 | 2006 | 2010 |
| ---- | ---- | ---- | ---- | ---- | ---- | ---- | ---- | ---- |
| 247  | 238  | 194  | 271  | 322  | 381  | 459  | 476  | 465  |

| 2015 | 2020 | 2022 | - | - | - | - | - | - |
| ---- | ---- | ---- | - | - | - | - | - | - |
| 466  | 479  | 476  | - | - | - | - | - | - |

### Enseignement
Une crèche, DO. RÉ. MI, accueille les enfants en bas âge. Les élèves commencent leurs études dans l'école maternelle et l'école primaire du village. Afin de développer l'éveil des élèves à l'informatique, l'école primaire est munie de diverses installations numériques. Le collège le plus proche est celui de Figanières. Le lycée le plus proche est celui de Draguignan.

### Manifestations culturelles et festivités
Notamment durant la saison estivale, le village de Châteaudouble organise de nombreuses manifestations (concerts...), mais les plus importantes sont tout de même l'aïoli chaque premier week-end d'août, et la fameuse soupe au pistou.

### Santé
Aucun médecin n'est installé sur la commune, les plus proches se trouvant à Figanières, Ampus ou Draguignan. L'hôpital le plus proche est le Centre hospitalier de la Dracénie et se trouve à Draguignan, à 15 km,. Il dispose d'équipes médicales dans la plupart des disciplines : pôles médico-technique ; santé mentale ; cancérologie ; gériatrie ; femme-mère-enfant ; médecine-urgences ; interventionnel.

### Cultes
La paroisse de l'Annonciade, de culte catholique, dépend du diocèse de Fréjus-Toulon, doyenné de Draguignan.

## Économie

### Artisanat
- Atelier de faïence[52].
- Artisan menuisier[53].

### Commerces et activités diverses
- Activités diverses : restaurants « la Tour » et « le Château »[54] ; exploitant forestier ; épicerie ; parcs et jardins[55].
- Présence de nombreuses voies d'escalade, principalement sur les falaises situées au-dessus du hameau de Rebouillon.
- Maison de retraite convertie en centre pour demandeurs d'asile[56].

### Tourisme
L'Office de tourisme intercommunal de la Dracénie recouvre toutes les communes de la CAD, dont la commune est membre.

### Agriculture

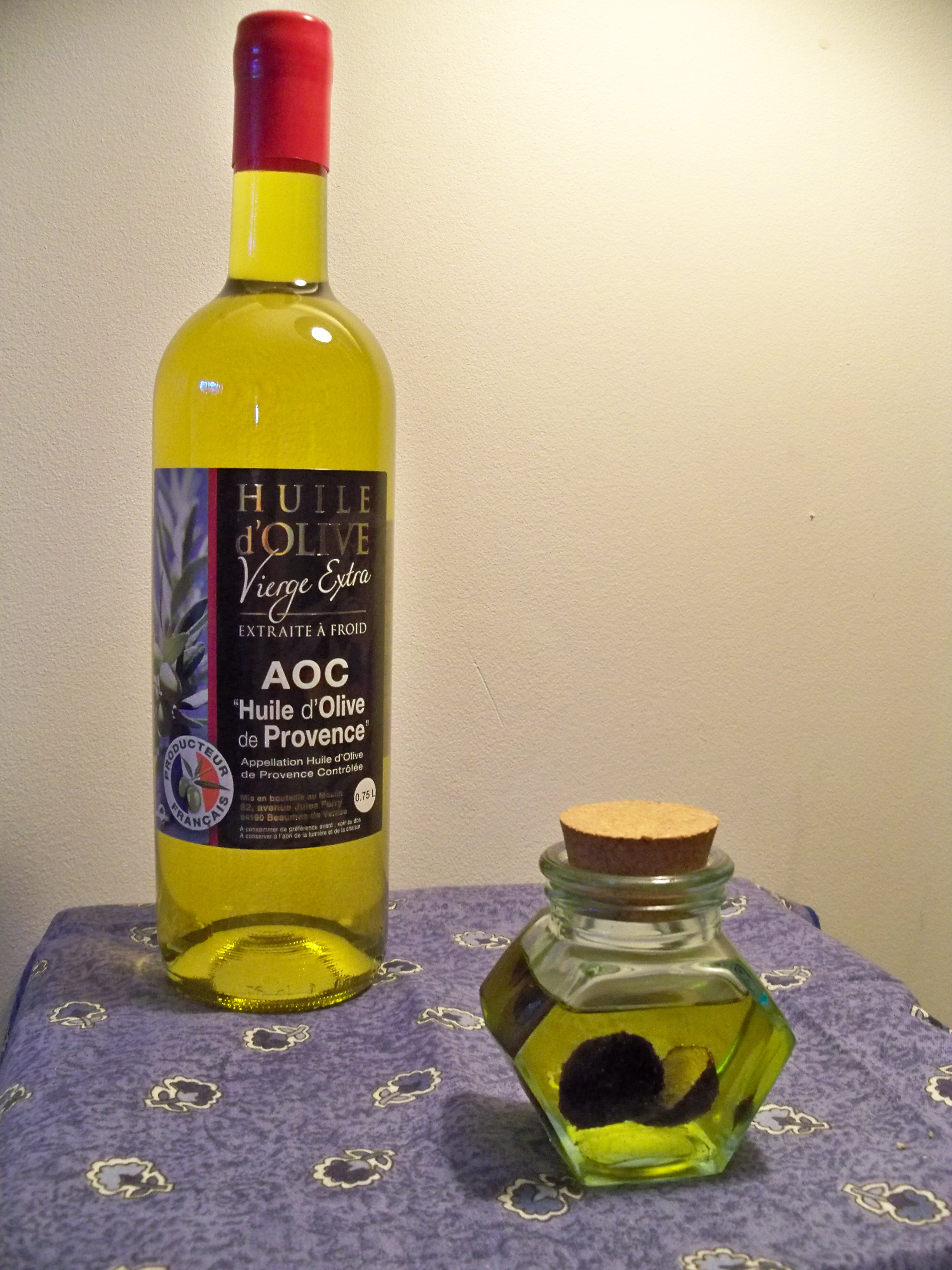
Huile de Provence AOC.

L'huile d'olive de Provence est protégée par une appellation d'origine contrôlée (AOC) à la suite d'une enquête diligentée par l'INAO, dont les conclusions ont été déposées auprès de la commission le 26 octobre 2006, réunie à Arles, et la signature du décret paru au Journal officiel le 14 mars 2007.
Pour pouvoir postuler à l'AOC, l'huile d'olive de Provence doit être élaborée à base des variétés aglandau, bouteillan, cayon, salonenque ainsi que celles dénommées localement brun, cayet, petit ribier et belgentiéroise. Il faut au moins deux de ces variétés principales présentes au sein de l'oliveraie,.
Autre activité agricole sur la commune : bergerie-fromagerie La Pastourelle.

## Culture locale et patrimoine

### Lieux et monuments
Patrimoine religieux

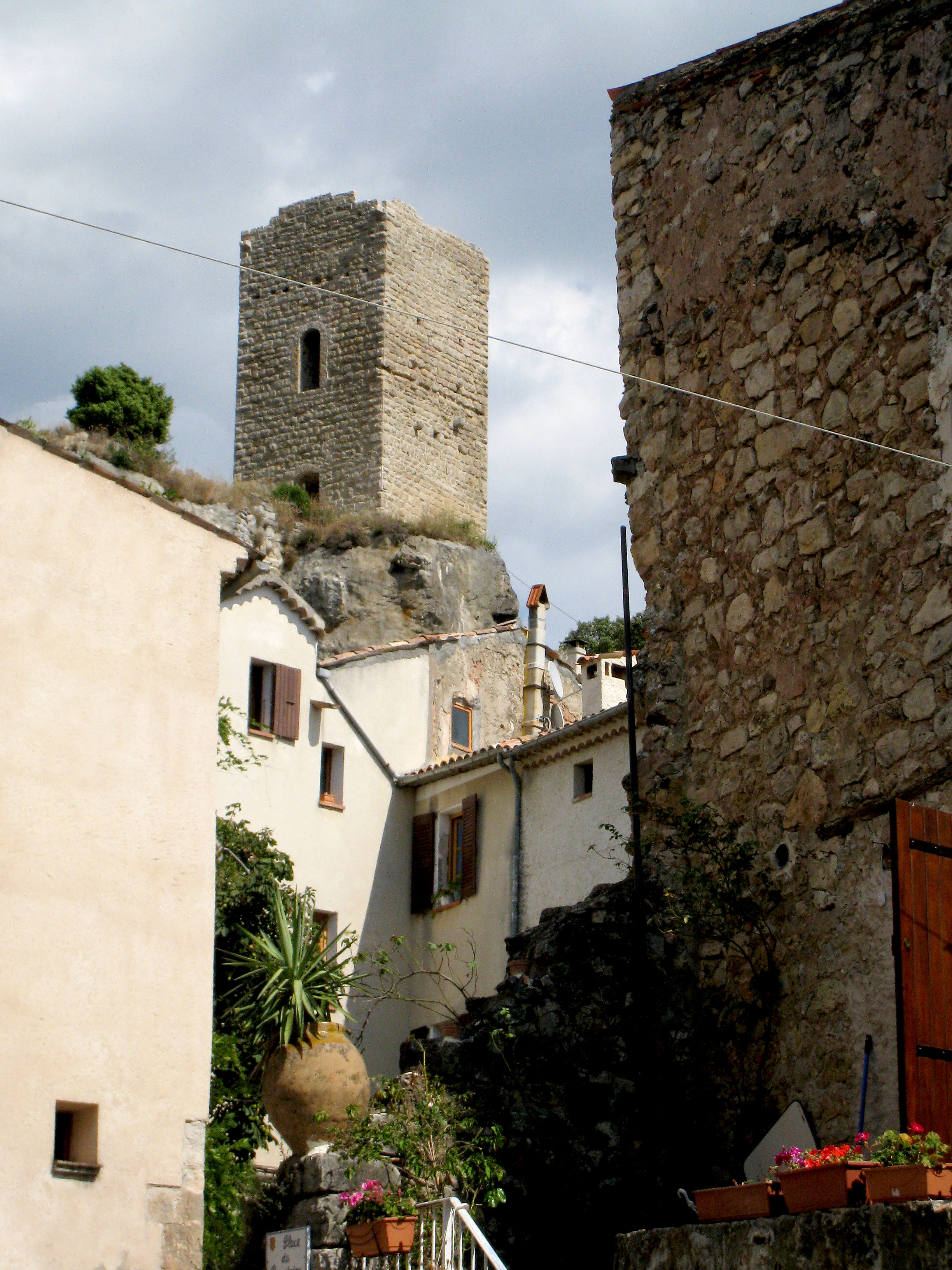
Tour sarrasine.

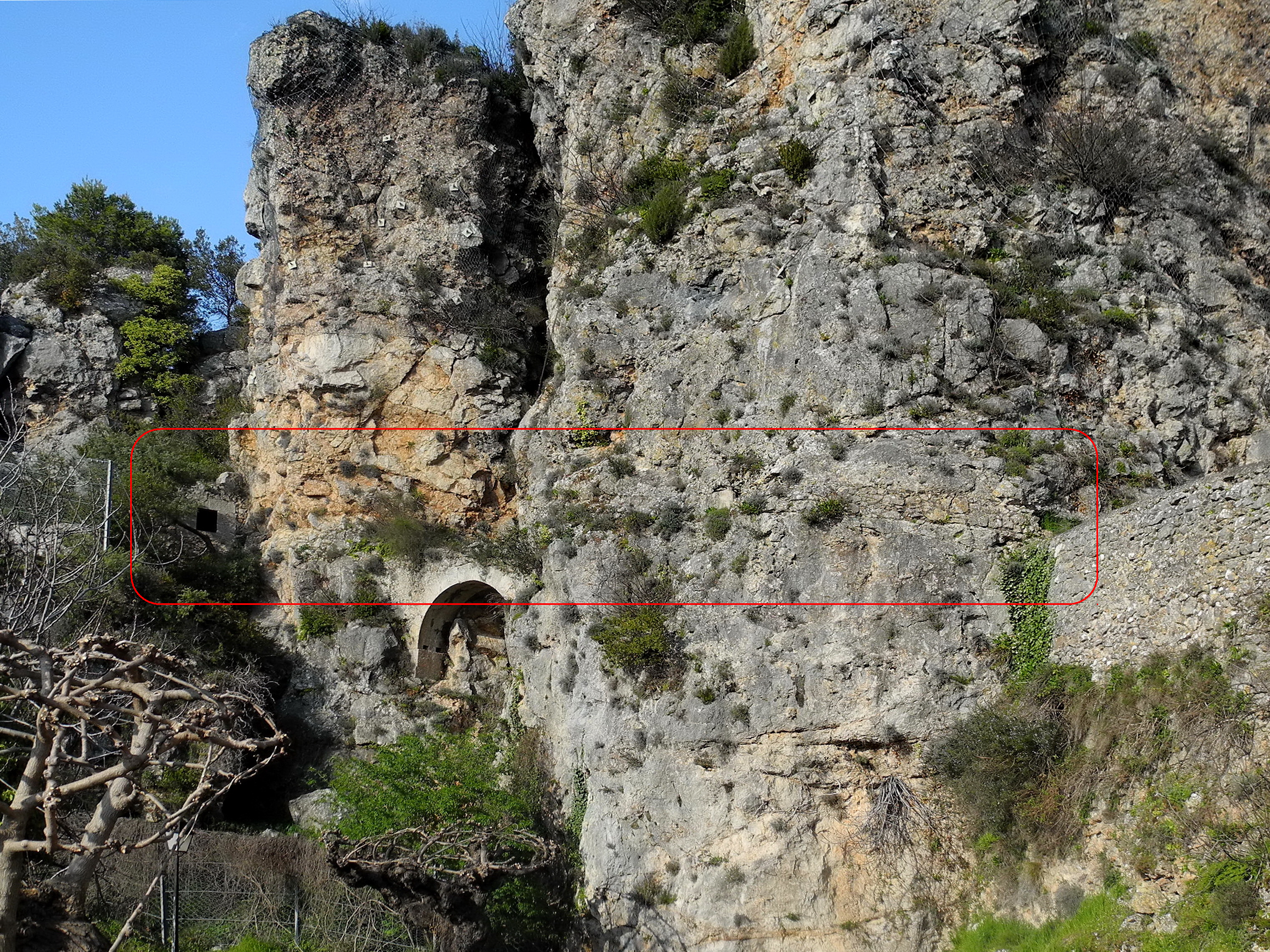
Aqueduc de Châteaudouble.

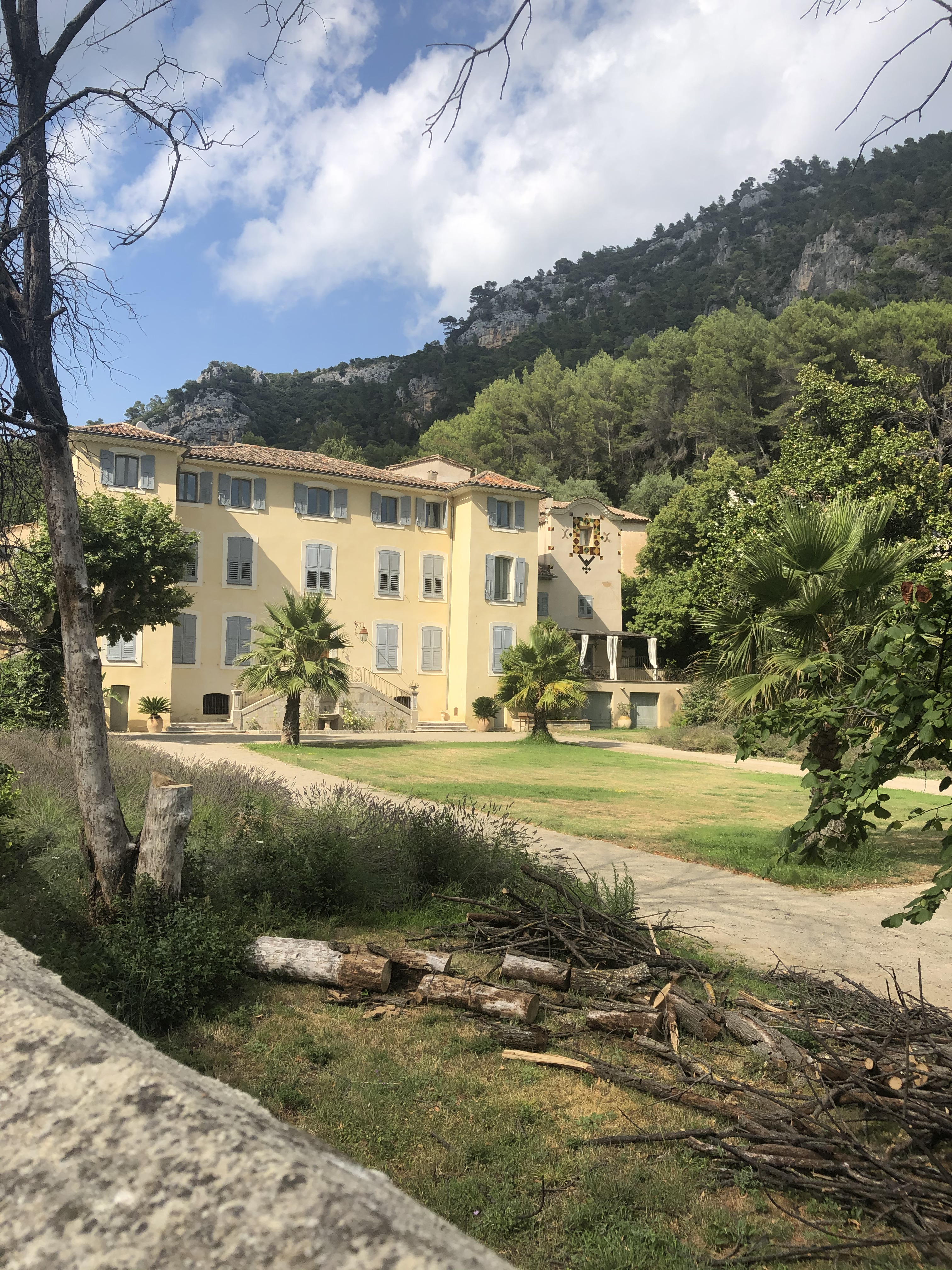
face du château Berlier

- Église Notre-Dame-de-l’Annonciation et ses cloches de 1678 et 1732[61],[62],[63].
- La chapelle Saint-Michel de cialis canada Favas, sur la route de Montferrat, qui rappelle l'existence d'un hameau, disparu au XVIe siècle[64].
- La chapelle Saint-Pierre, restaurée par le père Adonis Volpato[65].
- Le tumulus de Pierre haute, quartier Saint-Jaume[66].
- Monument aux morts[67] : conflits commémorés : 1914-1918 - 1939-1945.

Patrimoine civil
- Les ruines du château de la Garde[68].
- château Berlier, hameau de Rebouillon.
- La tour sarrasine (ruines) VIIIe siècle[69], inscrite sur l'Inventaire supplémentaire des monuments historiques par arrêté du 8 mai 1973.
- Les fontaines et lavoirs[70] dont celui de 1811[71].
- Aqueduc.

Patrimoine naturel
- Gorges de Châteaudouble, sur la Nartuby, affluent de l'Argens, comprenant notamment trois grottes préhistoriques[72] : la grotte Mouret, la grotte des Chèvres et la grotte des Chauves-Souris[73].

### Personnalités liées à la commune
Joseph-Elzéar-Alexandre de Baudrier, seigneur de Châteaudouble et de la Valette ; Pierre-Marc-Antoine de Baudrier, co-seigneur de Châteaudouble ; Pierre-Emmanuel de Baudrier, seigneur de Châteaudouble, Rebouillon et La Valette, Jean-Antoine de Paul de Châteaudouble, député du Var de 1815 à 1831.

### Héraldique
|  | Les armoiries de Châteaudouble se blasonnent ainsi : De gueules fretté de six pièces, entresemé de quatre besants ordonnés en croix, à la fleur de lys brochant sur le tout, le tout d'or. |